# Pierre-Henri de Valenciennes

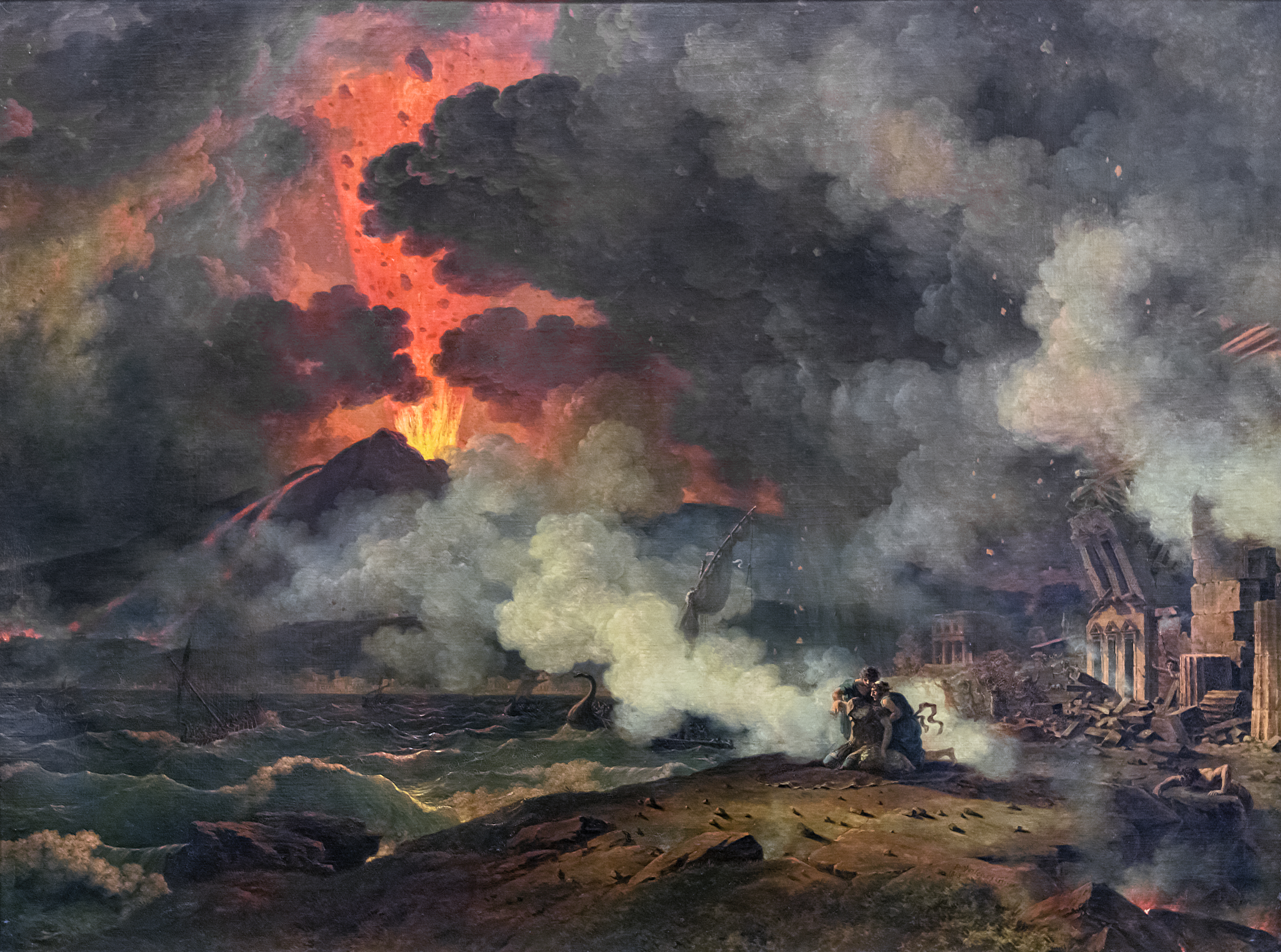
Erupción del Vesubio ocurrida el 24 de agosto del año 79 (1813), Museo de los Agustinos, Toulouse

Pierre-Henri de Valenciennes (Toulouse, 6 de diciembre de 1750-París, 16 de febrero de 1819) fue un pintor y escritor francés. Especializado en la pintura de paisaje, se enmarca en el neoclasicismo.

## Biografía
Estudió en la Escuela Superior de las Bellas Artes de Toulouse, donde fue discípulo de Gabriel-François Doyen. Entre 1769 y 1777 residió en Roma, donde recibió la influencia del paisajismo idealista de Nicolas Poussin. Aunque fomentó el estudio directo de la naturaleza, fue un adalid del paisajismo de tradición clásica, con un estilo formal y grandilocuente.
Fue profesor en la École polytechnique y en la École impériale des Beaux-Arts. Sus dibujos y acuarelas, conservados principalmente en el Gabinete de Grabados y Dibujos del Louvre, ejercieron una notable influencia en el paisajismo francés del siglo XIX, especialmente en Camille Corot.
Fue autor del ensayo Élémens de perspective pratique, a l'usage des artistes, suivis de réflexions et conseils à un élève sur la peinture, et particulièrement sur le genre du paysage (1799), un tratado sobre la pintura de paisaje donde defiende el idealismo como manera de enfocar el paisaje, al estilo de Poussin.